# Nymåne
Nymåne er den af Månens månefaser, hvor Månens lysstyrke set fra Jorden er mindst, dvs når Månen er placeret mellem Jorden og Solen. Fra nymåne til fuldmåne vil lysstyrken af Månen være tiltagende.
I en lunisolarkalender starter en måned altid ved nymåne.